# Francisco Javier Álvarez Colinet
Francisco Javier Álvarez Colinet, född 1983, även känd som Javi är en av medlemmarna i det spanska pojkbandet D'Nash.
År 2006 startade Colinet musikgruppen D'Nash tillsammans med sina vänner Esteban Piñero Camacho, Michael Hennet Sotomayor och Antonio Martos Ortiz. 